# 2011年の出版
2011年の出版（にせんじゅういちねんのしゅっぱん）は、2011年（平成23年）の出版に関するできごとについてまとめた記事である。

## できごと
* 以下の創刊、休刊・廃刊、復刊の日付は、特記した場合を除き、それぞれ創刊号、最終号、復刊号の発売日である。

### 1月
- 1月24日 - テレビ情報誌『TV Japan』（東京ニュース通信社）が『月刊TVガイド』に改題、新創刊（創刊号は2011年3月号）。
- 1月26日 - 漫画雑誌『月刊コミックラッシュ』（ジャイブ）休刊（最終号は2011年3月号）。3月1日よりウェブコミック配信サイトへ移行[1]。

### 2月
- 2月7日 - 相撲専門情報誌『別冊NHKウィークリーステラ 大相撲中継』（NHKサービスセンター）2011年春場所展望号の発売を中止。また、21日に休刊が決定（最終号は2011年初場所展望号）。
- 2月22日 - 講談社が、現社長野間佐和子の長男で、副社長を務める野間省伸を社長に昇格させることがわかった。同社の社長交代は24年ぶりとなる[2]。

### 3月
（情報なし）

### 4月
（情報なし）

### 5月
（情報なし）

### 6月
（情報なし）

### 7月
- 21日 - 映画・演劇・音楽などの地元密着型娯楽情報誌『ぴあ』（首都圏版）がこの日発行の2011年8月4・18日号を最後に休刊し、39年の歴史に幕を下ろす。

### 8月
- 24日 - 日本放送出版協会（NHK出版）発行の放送メディア情報誌『放送文化』（1946年（昭和21年）創刊）がこの日発売された2011年秋号を以て休刊。
- 25日 - 集英社がこの日の株主総会後の取締役会において、新たな社長に堀内丸恵が、また前社長の山下秀樹が会長に就任することを発表。新社長の堀内は週刊少年ジャンプで1976年より連載中の長寿連載漫画作品『こちら葛飾区亀有公園前派出所』（秋本治・作）の初代担当者を務めたことで有名[3]。

### 9月
- 05日 - 角川グループホールディングスと 中国の国営出版社グループ湖南中南出版伝媒集団が共同で設立した、角川グループの中国現地法人「広州天聞角川動漫有限公司」がこの日、中国初の日系月刊コミック誌『天漫』を創刊[4]。

### 10月
- 5日 - 集英社の青年漫画雑誌『ビジネスジャンプ』（第1・第3水曜日発売）がこの日発売の21号を最後に休刊[5]。
- 12日 - 集英社の青年漫画雑誌『スーパージャンプ』（第2・第4水曜日発売）が同日発売号を最後に休刊[5]。
- 25日 - スクウェア・エニックスが、新たな月刊漫画雑誌として『月刊ビッグガンガン』を創刊[6]。

### 11月
- 15日 - リクルートが子会社のメディアファクトリーの全株式を角川グループホールディングスに譲渡。これによりメディアファクトリーが角川グループ傘下となる（予定）
- 16日 - 集英社が、10月廃刊の青年漫画雑誌2誌（『ビジネスジャンプ』『スーパージャンプ』）を統合した形の新たな青年漫画雑誌『グランドジャンプ』[5]を創刊。
- 28日 - 集英社が、1994年（平成6年）5月創刊の女性向け漫画雑誌『コーラス』をこの日の発売号より『Cocohana』としてリニューアル創刊[7]。

### 12月
- 1日 - 小学館が、学習雑誌『小学三年生』（1923年創刊）『小学四年生』（1924年創刊）の2誌を2012年2月3日発売の3月号で休刊することを発表。近年は少子化や小学生のライフスタイルの変化等により発行部数が落ち込んでいた。残る『小学一年生』と『小学二年生』は刊行を継続する[8]。
- 3日 - 集英社が、小学生向け月刊コミック誌『最強ジャンプ』を創刊。
- 12日 -  アメリカ合衆国のインターネット通信販売大手アマゾン.comは、2011年の電子書籍を含む書籍販売で、10月に逝去したApple創業者スティーブ・ジョブズの伝記が売り上げ1位になった事を発表[9]。
- 13日 - 音楽之友社が退職金制度の廃止など就業規則を労働組合との協約に反する内容に改定したとして是正勧告を受けていたことが分かった[10]。